# Таллькруген (станція метро)
59°16′18″ пн. ш. 18°05′11″ сх. д. / 59.271667° пн. ш. 18.086389° сх. д.
«Таллькруген» (швед. Tallkrogen) — станція Зеленої лінії Стокгольмського метрополітену, обслуговується потягами маршруту Т18.
Станція була відкрита 1 жовтня 1950, у складі черги Слюссен — Гекараньєн.  

Відстань від станції Слюссен 6 км.
Пасажирообіг станції в будень —	2,150 осіб (2019)

Розташування: Таллькруген, Седерорт, Стокгольм
Конструкція: відкрита наземна станція з однією прямою острівною платформою

## Операції
| Попередня станція              | Лінія | Лінія     | Лінія | Наступна станція           |
| ------------------------------ | ----- | --------- | ----- | -------------------------- |
| ССкугсщирчиркогорден до Альвік |       | Лінія T18 |       | Губбенген до Фарста-странд |